# Saša Rašilov (Schauspieler, 1891)

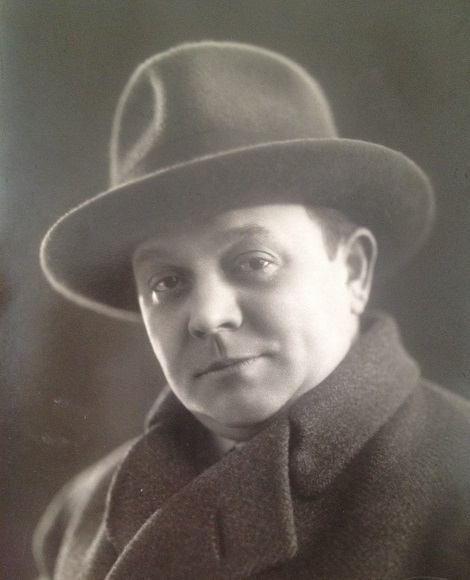

Saša Rašilov, bürgerlich Václav Jan Rasch, (* 6. September 1891 in Prag, Böhmen, Österreich-Ungarn; † 4. Mai 1955 in Prag, Tschechoslowakei) war ein böhmischer Schauspieler, Komiker und Kabarettist. Lange Jahre war er Mitglied des Nationaltheaters Prag. Er war Vater von Saša Rašilov und Großvater von Saša Rašilov und Václav Rašilov.

## Leben
Lange Jahre behauptete er, dass er aus einer armen Adelsfamilie stamme und Wenzel Rasch rytíř von Hessen heiße. Sein Vater Anton Rasch (1845–1901) war Verwalter eines Casinos in der Celetná-Straße und starb, als er zehn Jahre alt war. Damals lebten noch zwei seiner elf Geschwister. Da sein älterer Bruder Cellist im Orchester des deutschen Theaters in Brünn war, zog er mit seiner Mutter nach Brünn. Nach kurzer Zeit kehrten sie nach Prag-Žižkov zurück. 1909 starb seine Mutter und er machte eine Ausbildung als Schreibkraft. In dem Beruf arbeitete er.
1916 kehrte er aus dem Ersten Weltkrieg zurück, nachdem er eine schwere Nervenkrankheit simuliert hatte.
Er trat in verschiedenen Prager Kabaretts auf. 1920 spielte er die Titelrolle in einem Molière-Stück. 1921 kam er auf Probe an das Nationaltheater in Prag, wurde am 1. September 1921 Vollmitglied und blieb es bis kurz vor seinem Tod.
Durch seine Kabaretterfahrung hatte er Erfahrungen im Improvisieren und im Publikumskontakt. Er entwickelte eine bemerkenswerte Fähigkeit, klassische Bühnenrollen nach dem Temperament des Publikums umzusetzen.
Zeitweise lebte er in einem Hausboot in der Nähe des Nationaltheaters.

## Filmographie (Auswahl)
- 1923: Die Entführung des Bankiers Fux
- 1938: Vater Kondelik und Bräutigam Vejvara
- 1940: Jungfrau
- 1942: Ich komme gleich
- 1945: Die Ungeliebte
- 1949: Frühlingsstürme
- 1951: Das Werk seines Lebens
- 1952: Ein Rebell
- 1952: Kreuz drei
- 1953: Junge Jahre
- 1953: Der Hut der Wunder tut
- 1954: Café an der Hauptstraße